# Wiśniowa (gmina, Basses-Carpates)
Pour les articles homonymes, voir Wiśniowa.
Wiśniowa [vʲiɕˈɲɔva] est une commune rurale de la voïvodie des Basses-Carpates et du powiat de Strzyżów. Elle s'étend sur 83,29 km2 et comptait 8 480 habitants en 2004.
Elle se situe à environ 11 kilomètres à l'ouest de Strzyżów et à 33 kilomètres au sud-ouest de Rzeszów, la capitale régionale.